# 혼도지촌
혼도지촌(本道寺村)은 야마가타현 니시무라야마군에 설치되었던 촌이다. 현재의 니시카와정에 해당한다.